# Sergio Amidei
Sergio Amidei (Trieszt, 1904. október 30. – Róma, 1981. április 14.) olasz forgatókönyvíró.

## Életpályája
1924-ben került a filmszakmába. Forgatókönyvíróként 1938-ban mutatkozott be. 1945 után a neorealista irányzat képviselője volt. Az 1950-es években főként vígjátékokkal, majd ismét drámai témákkal foglalkozott. 1979-ben a Cannes-i Filmfesztivál zsűritagja volt.
Legjelentősebb munkája az új korszakot nyitó, döbbenetes erejű, antifasiszta Róma nyílt város (1945) című filmje. Több ízben dolgozott még Roberto Rossellini, Carlo Lizzani, valamint Luciano Emmer rendezők részére. Nevéhez fűződik többek között Luigi Zampa szatirikus hangvételű, a fasizmus éveit idéző trilógiájának forgatókönyve (Nehéz évek (1948), Könnyű évek (1953), A hazugság városa - Az üvöltés évei (1962)). Az olasz gyakorlatnak megfelelően valóságos írói kollektívával együtt jegyezte a filmeket.

## Filmjei
- Halálhajó (1939)
- A forradalom grófja (1940)
- Róma, nyílt város (1945)
- Fiúk a rács mögött (1946)
- Nehéz évek (1948)
- Németország a nulladik évben (1948)
- Kutyaélet (1950)
- Párizs az Párizs (1951)
- Könnyű évek (1953)
- Egy nap a parkban (1953)
- Szegény szerelmesek krónikája (1954)
- Nem hiszek én a szerelemben (1954)
- Római történetek (1955)
- Picasso (1955)
- A bigámista (1956)
- A nercbunda (1957)
- Nyár…Nők…Férfiak (1958)
- Rovere tábornok (1959)
- Rómában éjszaka volt (1960)
- A hazugság városa - Az üvöltés évei (1962)
- Maigret felügyelő csapdája (1966)
- A fogoly ítéletre vár (1971)
- Egy egészen kicsi kispolgár (1977)
- Húsdarab (1977)
- A hétköznapi őrület meséi (1981)
- A postakocsi (1982)

## Díjai
- Ezüst Szalag díj (1954, 1977)
- San Franciscó-i Nemzetközi Filmfesztivál Golden Gate-díja (1959) (megosztva: Diego Fabbri, Indro Montanelli, Roberto Rossellini) Rovere tábornok
- Golden Globe-díj (1975)
- Flaiano d'Oro-díj (1978) (Jean-Caude Carriere-vel)
- David di Donatello-díj (1982-1983)